# Objectif de développement durable no 12 des Nations unies
Consommation et production responsables
Pour un article plus général, voir Objectifs de développement durable.

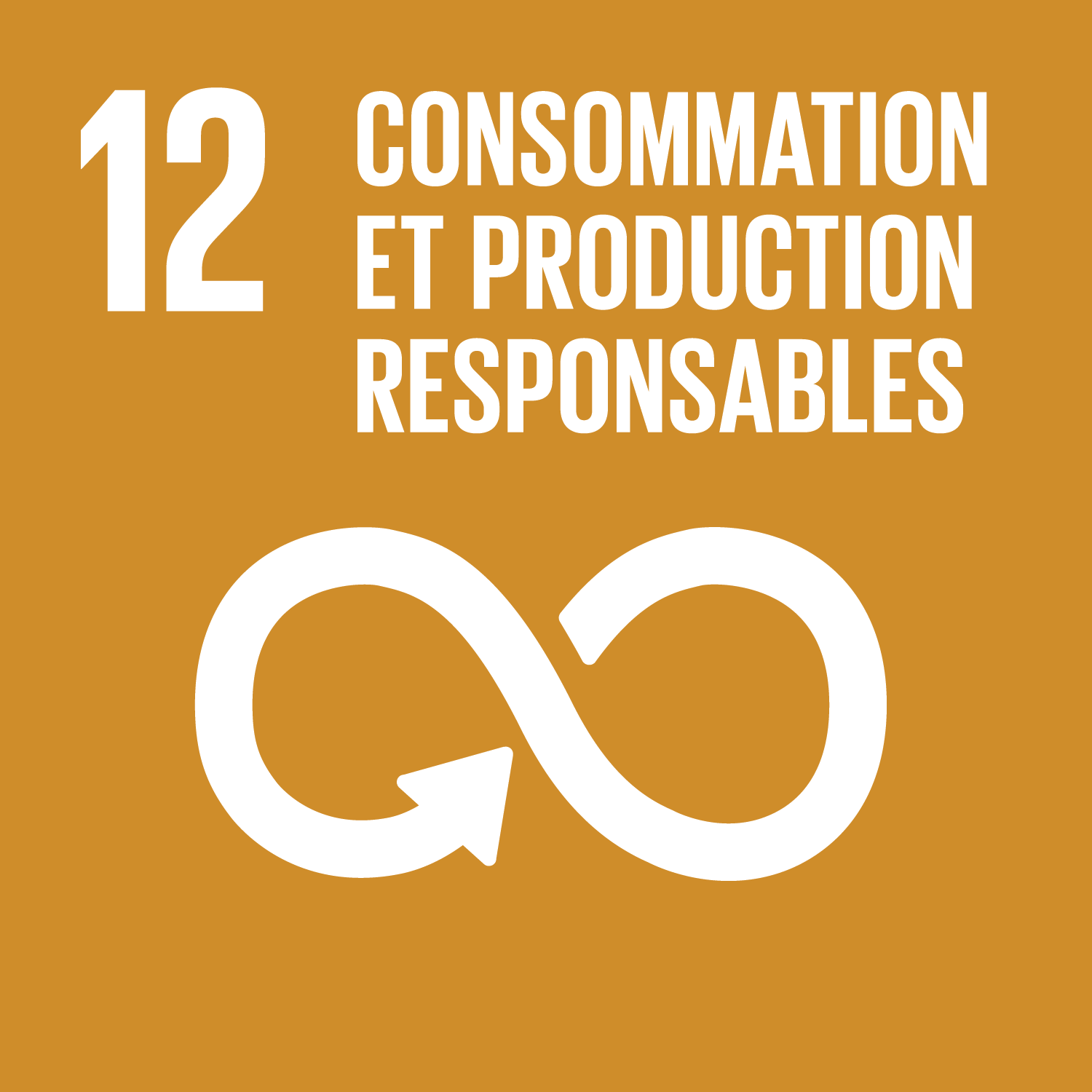
Logo de l'objectif no 12.

La thématique des modes de consommation et de production durables est l'objectif no 12 des 17 Objectifs de développement durable (ODD) adoptés en 2015 par l'Assemblée générale des Nations unies. Son intitulé complet est : « Établir des modes de consommation et de production durables ».
La consommation et la production durables encouragent à utiliser les ressources et l’énergie de manière efficace, à mettre en place des infrastructures durables et à assurer à tous l’accès aux services de base, à des emplois verts et décents et à une meilleure qualité de vie. 
L'ODD 12 vise à « faire plus et mieux avec moins ». Il s'agit de corréler l'accroissement des gains socio-économiques nets générés par les activités économiques avec la diminution de la pression exercée sur les ressources par leur utilisation, leur dégradation et la pollution générée tout au long du cycle de vie des produits. Cela nécessite de repenser nos modes de consommation et de production actuels et en premier lieu dans nos sociétés développées.
Cet objectif met en jeu de nombreuses parties prenantes et en particulier les entreprises, les consommateurs et les décideurs. Tous les acteurs contribuant à une chaîne d'approvisionnement, des producteurs aux consommateurs finaux sont invités à travailler en coopération. Il est également nécessaire d'adopter une démarche systémique de l'extraction de la ressource à la fin de vie des produits utilisés pour pouvoir atteindre les cibles fixées par cet ODD.
L’objectif 12 vise également à faire réfléchir les consommateurs sur leur rapport aux objets utilisés, aux déchets générés et à leurs impacts sur la planète. L'engagement dans des pratiques plus durables de la part des consommateurs demande d'utiliser des leviers tels que la sensibilisation et l'éducation sur la consommation et les modes de vie durables, la fourniture d’informations adéquates aux consommateurs par l'utilisation de normes ou d'étiquettes indiquant les impacts environnementaux et sociaux des produits.

## Enjeux
L'augmentation de la population et du niveau de vie créent une pression croissante sur les ressources utilisées. L'empreinte écologique de l'Humanité est de 1,7 planète en 2017, ce qui signifie que l'être humain utilise plus de ressources que ce que la planète ne peut produire chaque année, ce qui est rendu possible en puisant dans les stocks non renouvelables d'énergie et de matières. Si la population mondiale atteint 9,8 milliards de personnes en 2050, comme le prévoit l'ONU, les modes de vie actuels nécessiteront de 2 à 3 planètes. 
Les enjeux sont aujourd'hui particulièrement important sur les ressources en eau, énergie et alimentation.

### Eau
| Réservoirs                      | Volume (106 km3) | Pourcentage du total |
| ------------------------------- | ---------------- | -------------------- |
| Océans                          | 1 320            | 97,25                |
| Calottes glaciaires et glaciers | 29               | 2,05                 |
| Eau souterraine                 | 9,5              | 0,68                 |
| Lacs                            | 0,125            | 0,01                 |
| Humidité des sols               | 0,065            | 0,005                |
| Atmosphère                      | 0,013            | 0,001                |
| Fleuves et rivières             | 0,0017           | 0,0001               |
| Biosphère                       | 0,0006           | 0,00004              |

- Si l'eau est présente de manière abondante sur Terre, 97,3 % de la ressource est de l'eau salée et 2,1 % est sous forme de glace. L'eau douce liquide représente donc moins de 1 % des ressources en eau de la planète. L'être humain et l'ensemble de la biosphère terrestre ne disposent donc que de 0,6 % des ressources en eau pour l’ensemble de ses écosystèmes et de ses besoins en eau douce.
- Bien que relativement abondante, l'eau est répartie inégalement sur Terre, générant par endroits des situations de pénuries et de rareté[6]. Ainsi, plus de deux milliards d'individus n'ont pas accès à l'eau potable.
- Si la ressource est gratuite, les infrastructures nécessaires à son acheminement coûtent cher.
- L'utilisation excessive de l'eau contribue au stress hydrique qui touche la planète.
- L'être humain pollue l'eau plus vite que le temps nécessaire à la nature pour recycler et purifier l'eau dans les lacs et les rivières[7].

### Énergie
- L'agence d'information sur l'énergie américaine (EIA) prévoit que la consommation énergétique mondiale devrait augmenter de 48 % entre 2012 et 2040[8] malgré les progrès technologiques qui augmentent les rendements énergétiques, en particulier dans les pays de l'OCDE.
- Le secteur du transport est l'un des plus consommateurs d'énergie. Il représente 28 % de la consommation énergétique mondiale en 2012[9]. En 2010, le cap du milliard de voiture en circulation dans le monde a été franchi[10] et ce nombre est en constante augmentation. Dans le même temps, les distances parcourues par les véhicules motorisés ne cessent d'augmenter, tandis que le transport aérien mondial devrait tripler entre 2016 et 2036[11].
- Chaque année, les pertes générées par l'utilisation d'ampoules à faible rendement énergétique représentent 120 milliards de dollars dans le monde[1].

### Alimentation
- On estime qu'un tiers de tous les aliments produits chaque année est perdu ou gaspillé sur l'ensemble de la chaîne alimentaire[12]. Ces pertes et gaspillages, générées de la production agricole jusqu'aux poubelles des consommateurs finaux, représentent l'équivalent de 1,3 milliard de tonnes d'aliments[13] d'une valeur d’environ mille milliards de dollars[14].
- La plupart des incidences de l'environnement sur l'alimentation se produisent dans la phase de production (agriculture ou transformation des aliments). La dégradation des sols, le déclin de leur fertilité, l'utilisation excessive de l'eau, la surpêche et la détérioration des fonds marins sont autant de facteurs qui amenuisent les ressources naturelles et leurs capacités à produire des aliments. On considère que les cycles de l'azote et du phosphore ont franchi certaines limites[15], remettant en cause notre modèle agricole à long terme.
- Les ménages influencent également ces effets à travers leurs choix, leurs habitudes alimentaires et les déchets qu'ils génèrent.
- La production de la ressource alimentaire n'est pas répartie équitablement à travers le monde et génère à la fois des problèmes de surconsommation et de sous-alimentation. Ainsi, on compte près de deux milliards de personnes en surpoids dans le monde ou souffrant d'obésité alors que plus d'un milliard de personnes souffrent de la faim et sont sous-alimentées.
- Selon l'ONU, le secteur alimentaire représente environ 30 % de la consommation énergétique mondiale et près de 22 % des gaz à effet de serre.

## Liste des cibles
8 cibles et 3 cibles de mise en oeuvre 

12.1 Mettre en œuvre le Cadre décennal de programmation concernant les modes de consommation et de production durables avec la participation de tous les pays, les pays développés montrant l’exemple en la matière, compte tenu du degré de développement et des capacités des pays en développement
12.2 D’ici à 2030, parvenir à une gestion durable et à une utilisation rationnelle des ressources naturelles
12.3 D’ici à 2030, réduire de moitié à l’échelle mondiale le volume de déchets alimentaires par habitant au niveau de la distribution comme de la consommation et réduire les pertes de produits alimentaires tout au long des chaînes de production et d’approvisionnement, y compris les pertes après récolte
12.4 D’ici à 2020, instaurer une gestion écologiquement rationnelle des produits chimiques et de tous les déchets tout au long de leur cycle de vie, conformément aux principes directeurs arrêtés à l’échelle internationale, et réduire considérablement leur déversement dans l’air, l’eau et le sol, afin de minimiser leurs effets négatifs sur la santé et l’environnement
12.5 D’ici à 2030, réduire considérablement la production de déchets par la prévention, la réduction, le recyclage et la réutilisation
12.6 Encourager les entreprises, en particulier les grandes et les transnationales, à adopter des pratiques viables et à intégrer dans les rapports qu’elles établissent des informations sur la viabilité
12.7 Promouvoir des pratiques durables dans le cadre de la passation des marchés publics, conformément aux politiques et priorités nationales
12.8 D’ici à 2030, faire en sorte que toutes les personnes, partout dans le monde, aient les informations et connaissances nécessaires au développement durable et à un style de vie en harmonie avec la nature
-
12.a Aider les pays en développement à se doter des moyens scientifiques et technologiques qui leur permettent de s’orienter vers des modes de consommation et de production plus durables
12.b Mettre au point et utiliser des outils de contrôle des impacts sur le développement durable, pour un tourisme durable qui crée des emplois et met en valeur la culture et les produits locaux
12.c Rationaliser les subventions aux combustibles fossiles qui sont source de gaspillage, en éliminant les distorsions du marché, selon le contexte national, y compris par la restructuration de la fiscalité et l’élimination progressive des subventions nuisibles, afin de mettre en évidence leur impact sur l’environnement, en tenant pleinement compte des besoins et de la situation propres aux pays en développement et en réduisant au minimum les éventuels effets pernicieux sur le développement de ces pays tout en protégeant les pauvres et les collectivités concernées

## Quelques données et indicateurs

### France
En 2017, le ministère chargé de l'environnement publie 10 indicateurs clés pour le suivi de l'économie circulaire en France. L'économie circulaire fait partie des leviers pour atteindre cet ODD.
- La consommation intérieur de matière par habitant : 11,7 tonnes par habitant en 2014
- La productivité des matières : 2,77 €/kg en 2014
- Le nombre de titulaire d'un écolabel : 228 en 2014
- Le nombre de projets d'écologie industrielle : 70 démarches répertoriée par l'association Orée en 2015
- La fréquence de covoiturage
- Le gaspillage alimentaire : 150 kg par habitant et par an en 2016
- La dépende des ménages de consommation par habitant consacrées à l’entretien et à la réparation : 530 € par habitant et par an en 2015
- L'évolution des tonnages de déchets mis en décharge
- L'Incorporation des matières premières de recyclage dans les processus de production
- Les emplois de l’économie circulaire : 545 000 emplois en 2013